# Stenotabanus pompholyx
Stenotabanus pompholyx är en tvåvingeart som beskrevs av David Fairchild 1953. Stenotabanus pompholyx ingår i släktet Stenotabanus och familjen bromsar. Inga underarter finns listade i Catalogue of Life.